# 国道283号

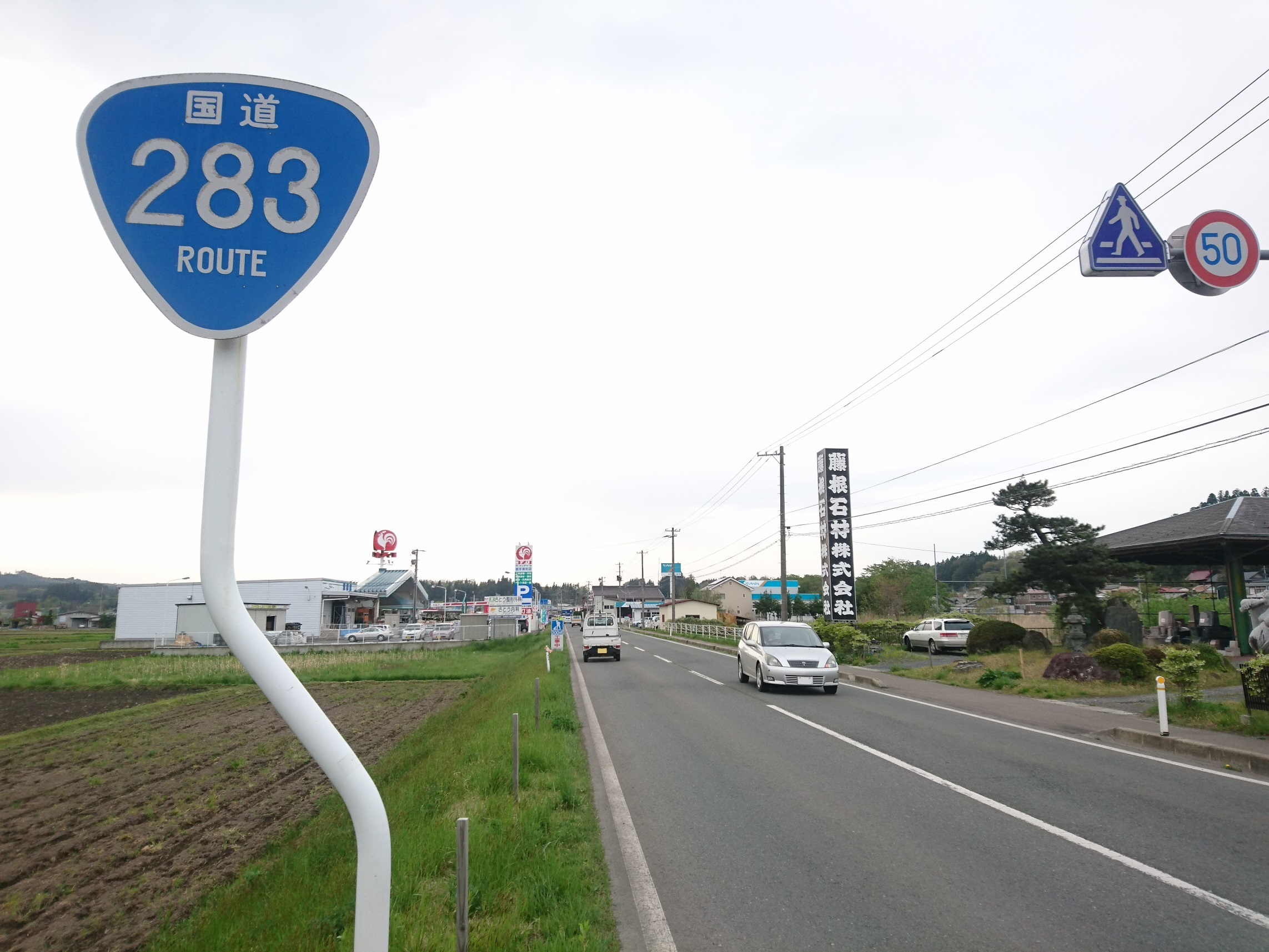
花巻市東和町土沢付近（2016年5月）

国道283号（こくどう283ごう）は、岩手県釜石市から花巻市に至る一般国道である。

## 概要

### 路線データ
一般国道の路線を指定する政令に基づく起終点および重要な経過地は次のとおり。
- 起点：釜石市（松原交差点 = 国道45号交点）
- 終点：花巻市（花巻東B.P.矢沢交差点 = 国道4号花巻東バイパス交点）
- 重要な経過地：遠野市（松崎町）、岩手県上閉伊郡宮守村[注釈 2]、同県和賀郡東和町[注釈 3]
- 総延長 : 123.7 km（重用延長を含む。）[2][注釈 4]
- 重用延長 : 3.9 km[2][注釈 4]
- 未供用延長 : なし[2][注釈 4]
- 実延長 : 119.8 km[2][注釈 4]
  - 現道 : 116.4 km[2][注釈 4]
  - 旧道 : なし[2][注釈 4]
  - 新道 : 3.5 km[2][注釈 4]
- 指定区間：釜石市甲子町第13地割259番1 - 遠野市綾織町新里28地割29番1（釜石市甲子町第7地割154番12 - 同市甲子町第7地割171番1 - 同市甲子町第4地割226番9 - 同市甲子町第1地割90番22 - 遠野市上郷町平野原3地割20番2を除く：東北横断自動車道釜石秋田線に並行する区間）[3][4]

## 歴史

### 国道指定以前

#### 釜石・遠野中心部間
- 1954年（昭和29年）
  - 1月20日 - 県道日詰大迫線の一部、県道盛岡盛線の一部および県道花巻川口釜石港線の一部が、盛岡釜石線（岩手県盛岡市 - 岩手県釜石市）として主要地方道の指定を受ける[5]。
  - 8月16日 - 岩手県より盛岡釜石線として県道に認定される[6]。

#### 遠野中心部・宮守（鱒沢）間
- 1954年（昭和29年）
  - 1月20日 - 県道花巻川口釜石港線の一部が、遠野鱒沢線（岩手県上閉伊郡遠野町（現・遠野市） - 岩手県上閉伊郡鱒沢村（現・遠野市））として主要地方道の指定を受ける[5]。
  - 8月16日 - 岩手県より遠野鱒沢線として県道に認定される[6]。

#### 宮守（鱒沢）・花巻間
- 1959年（昭和34年）3月31日 - 岩手県より鱒沢花巻線として県道に認定される[7]。
- 1964年（昭和39年）12月28日 - 県道鱒沢花巻線が、鱒沢花巻線（岩手県上閉伊郡宮守村（現・遠野市） - 岩手県花巻市）として主要地方道の指定を受ける[8]。

### 国道指定後
- 1970年（昭和45年）4月1日 - 一般国道283号（岩手県釜石市 - 岩手県花巻市）として指定[9]。
- 1991年（平成3年） - 遠野バイパスが開通する[10]。
- 2002年（平成14年）11月1日 - 花巻市内の「高木拡幅」が完了し、開通する[注釈 5][11]。
- 2007年（平成19年）3月18日 - 仙人峠道路・上郷道路が開通[12]。仙人峠道路の区間が指定区間となる[13]。
- 2015年（平成27年）4月1日 - 終点が変更になる[14]。

## 路線状況

### 別名
- 釜石街道

### バイパス・改良事業など
- 上郷道路（岩手県遠野市上郷町平倉 - 同県同市青笹町青笹、延長6.7 km）
- 遠野バイパス（岩手県遠野市青笹町中沢字森田 - 同県同市綾織町新里字日影）
- 土沢バイパス（岩手県花巻市幸田字六本木 - 同県同市東和町東晴山字湯沢野）
- 遠野道路（延長11.0 km）
  - 東北横断自動車道釜石秋田線に並行。釜石自動車道として案内されている。
- 仙人峠道路（岩手県釜石市甲子町第七地割 - 同県遠野市上郷町平倉、延長18.4 km）
  - 東北横断自動車道釜石秋田線に並行。かつては仙人峠道路として案内されていたが、現在は釜石自動車道として案内されている。
- 釜石道路（延長9.0 km）
  - 東北横断自動車道釜石秋田線に並行。釜石自動車道として案内されている。

### 過去に存在したバイパス、改良事業
- 高木拡幅（岩手県花巻市高木）
  - 花巻市高木周辺で進められた道路局所改良事業（拡幅事業）。2002年（平成14年）11月1日開通[11]。しかし、該当区間は2015年（平成27年）4月1日をもって岩手県道12号花巻大曲線に移管された[14]。

### 道路施設

#### 道の駅
- 釜石仙人峠（釜石市）
- みやもり（遠野市）
- 遠野風の丘（遠野市）

#### トンネル

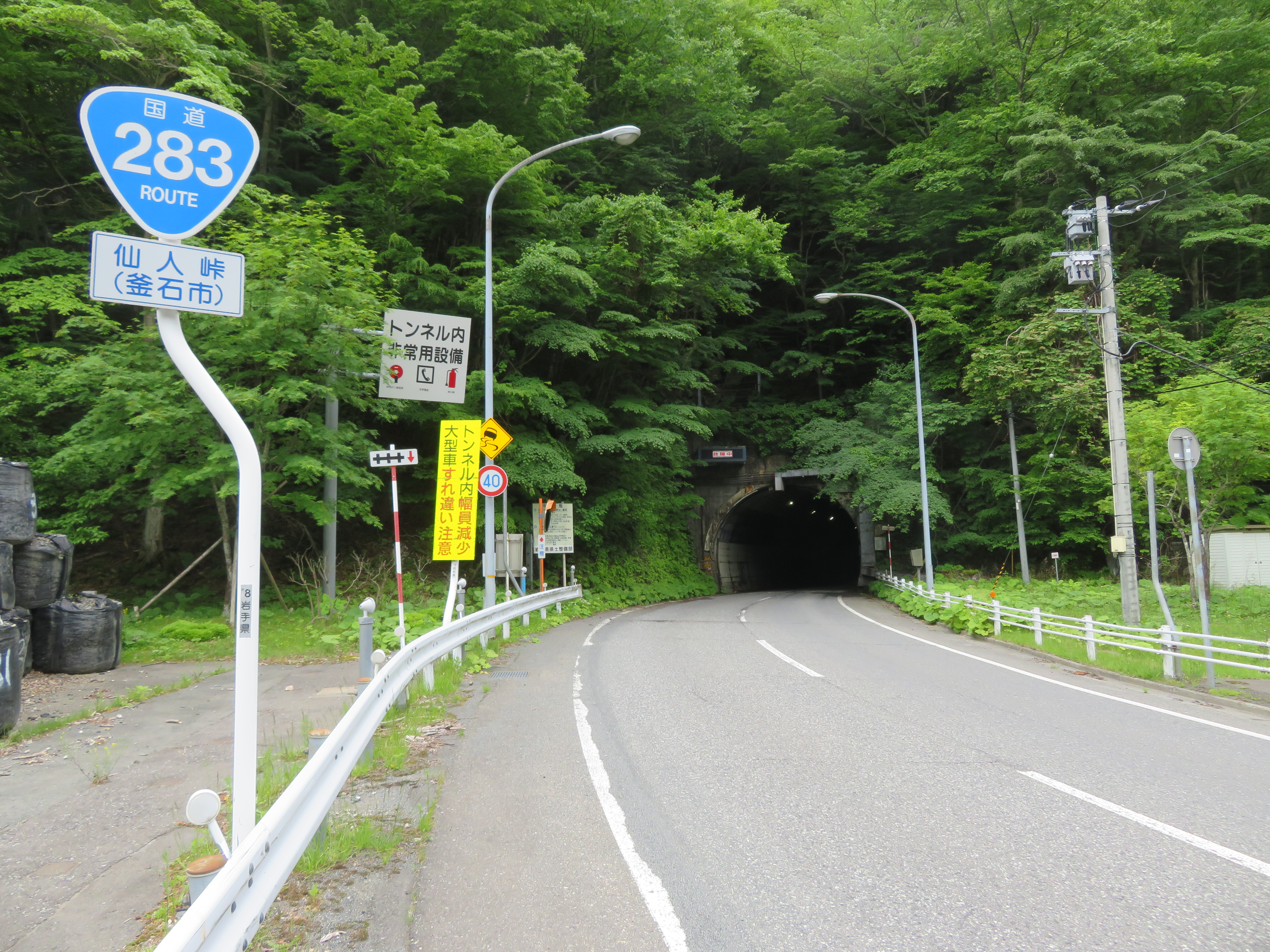
仙人トンネル（釜石市側坑口）

- 仙人トンネル（2554m）

## 地理

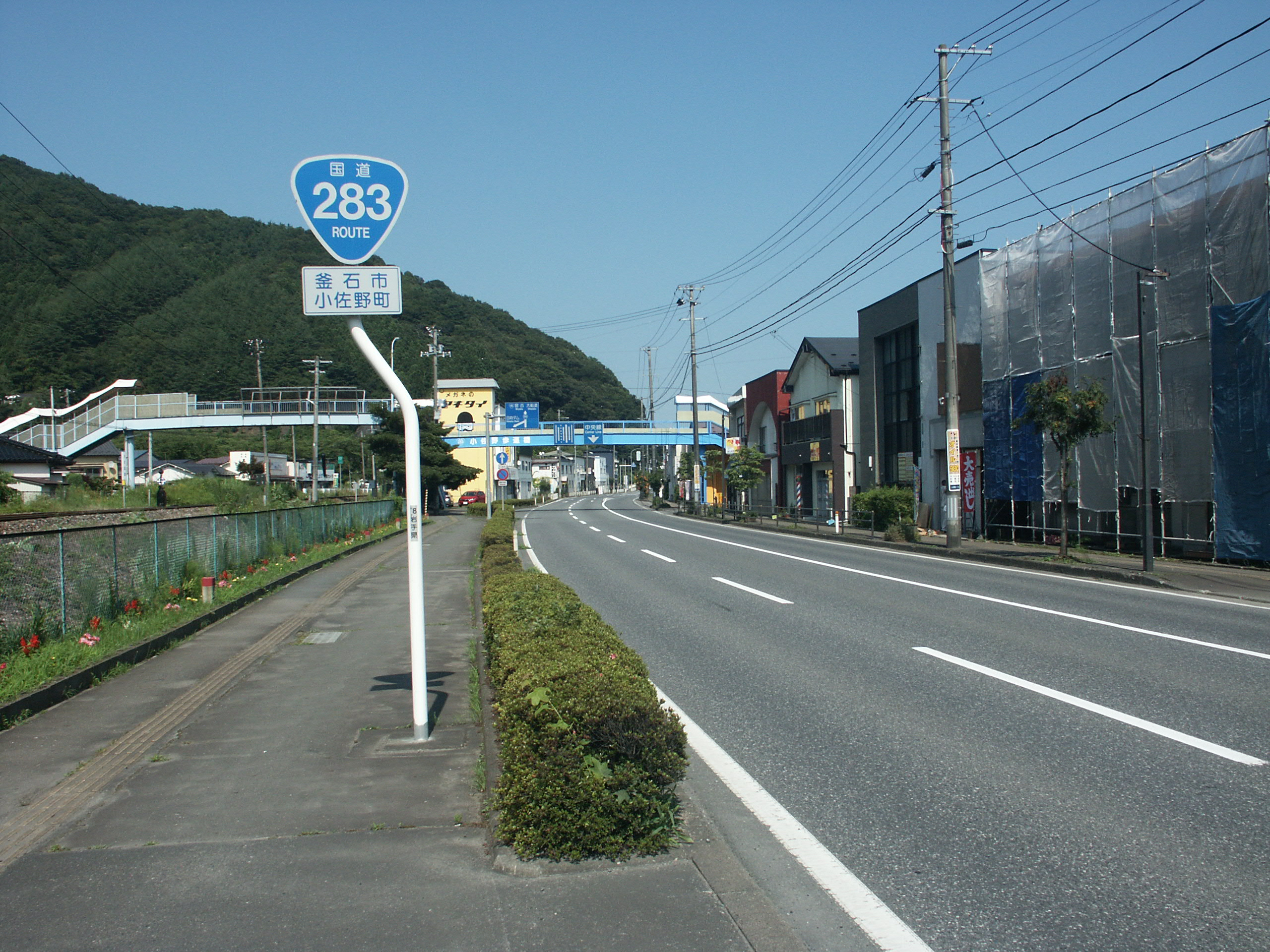
釜石市小佐野町付近

### 通過する自治体
- 岩手県
  - 釜石市 - 遠野市 - 花巻市

### 交差する道路
- 国道45号（岩手県釜石市・松原交差点）
- 岩手県道4号釜石港線（釜石市鈴子町）
- 岩手県道167号釜石住田線（釜石市甲子町字大松）
- 国道340号 大船渡方面（遠野市上郷町板沢）
- 国道340号 川井方面（遠野市松崎町白岩字新張）
- 国道396号、岩手県道238号遠野住田線（遠野市綾織町新里字砂場）
- 国道107号 大船渡（荷沢峠経由）方面（遠野市宮守町下鱒沢字宇洞）
- 国道107号 横手・北上方面（遠野市宮守町下鱒沢字凌沢）
- 岩手県道161号達曽部下宮守線、岩手県道178号下宮守田瀬線（遠野市宮守町下宮守字古金）
- 国道456号 奥州市江刺区方面（花巻市東和町土沢）
- 岩手県道39号北上東和線、岩手県道43号盛岡大迫東和線（花巻市東和町安俵）
- 釜石自動車道東和IC（花巻市東和町安俵）
- 国道456号 盛岡・紫波方面（花巻市高松字札長根）
- 岩手県道284号花巻田瀬線（花巻市高松字安野）
- 国道4号、岩手県道・秋田県道12号花巻大曲線（花巻市高木第21地割34番2地先[14]・花巻東B.P.矢沢交差点）